# Grand Prix Penya Rhin 1950

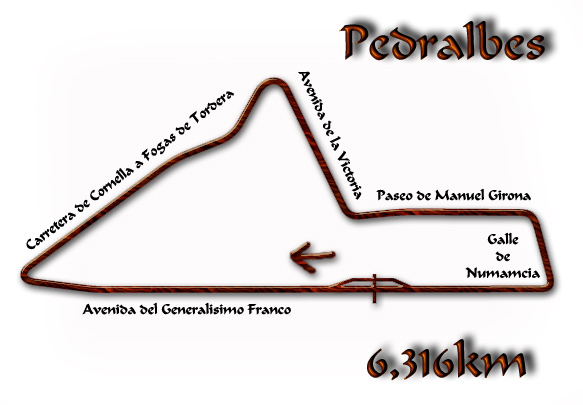

Grand Prix Penya Rhin 1950 byl automobilový závod, který se jel na okruhu Circuit de Pedralbes ve Španělsku v ulicích Barcelony dne 29. října 1950. Nepočítáme-li mistrovství světa, šlo o poslední evropský podnik Formule 1 v sezóně 1950. Jelo se 50 kol při délce okruhu 6 316 m, tedy celkem 315,8 km. Vítězem se stal Alberto Ascari.

## Výsledky

### Pořadí v cíli
| Pozice | Jezdec                | Vůz               | Čas           |
| ------ | --------------------- | ----------------- | ------------- |
| 1      | Alberto Ascari        | Ferrari 375       | 2h05m14.8     |
| 2      | Dorino Serafini       | Ferrari 375       | 2h06m55.4     |
| 3      | Piero Taruffi         | Ferrari 340       | á 2 kola      |
| 4      | Philippe Étancelin    | Talbot T26C       | à 3 kola      |
| 5      | Toulo de Graffenried  | Maserati 4CLT/48  | à 3 kola      |
| 6      | Yves Giraud-Cabantous | Talbot T26C       | à 4 kola      |
| 7      | Georges Grignard      | Talbot T26C       | à 4 kola      |
| Kolo   | Neklasifikování       | -                 | -             |
| 43     | Henri Louveau         | Talbot T26C       | á 7 kol       |
| 43     | David Murray          | Maserati 4CLT/48  | á 7 kol       |
| 36     | Juan Jover            | Maserati 4CLT/50  | á 14 kol      |
| Kolo   | Odstoupili            | -                 | -             |
| 34     | Robert Manzon         | Simca-Gordini T15 | Rozvodovka    |
| 33     | Peter Walker          | BRM P15           | Olejová pumpa |
| 31     | André Simon           | Simca-Gordini T15 | Rozvodovka    |
| 27     | Francisco Godia-Sales | Maserati 4CLT/50  | Motor         |
| 19     | Louis Chiron          | Maserati 4CLT/48  | Rozvodovka    |
| 14     | Johnny Claes          | Talbot T26C       | ?             |
| 10     | Louis Rosier          | Talbot T26C       | Havárie       |
| 10     | Princ Bira            | Maserati 4CLT/48  | Tlak oleje    |
| 10     | Maurice Trintignant   | Simca-Gordini T15 | Rozvodovka    |
| 5      | Luigi Chinetti        | Ferrari 125       | Zapalování    |
| 3      | Franco Rol            | Maserati 4CLT/48  | Havárie       |
| 2      | Reg Parnell           | BRM P15           | Kompresor     |

### Nestartoval
- Jesus-Maria Apezteguia Talbot T26C
- Luigi Villoresi Ferrari 125

### Nejrychlejší kolo
- Alberto Ascari (Ferrari 375), 2:24.2

### Postavení na startu
- 1. řada
  - Alberto Ascari – Ferrari 375
    - Dorino Serafini – Ferrari 375
      - Piero Taruffi – Ferrari 340
        - Reg Parnell – BRM P15

- 2. řada
  - Peter Walker – BRM P15
    - Toulo de Graffenried – Maserati 4CLT/48
    - Louis Rosier – Talbot T26C

- 3. řada
  - André Simon – Simca-Gordini T15
    - Franco Rol – Maserati 4CLT/48
      - Maurice Trintignant – Simca-Gordini T15
        - Philippe Étancelin – Talbot T26C

- 4. řada
  - Louis Chiron – Maserati 4CLT/48
    - Francisco Godia-Salas – Maserati 4CLT/50
      - Juan Jover – Maserati 4CLT/50

- 5. řada
  - Princ Bira – Maserati 4CLT/48
    - Yves Giraud-Cabantous – Talbot T26C
      - Georges Grignard – Talbot T26C
        - Robert Manzon – Simca-Gordini T15

- 6. řada
  - David Murray – Maserati 4CLT/48
    - Luigi Chinetti – Ferrari 125
      - Johnny Claes – Talbot T26C

- 6. řada
  - Henri Louveau – Talbot T26C

| Předchozí závod: Goodwood Trophy 1950       | Grand Prix Penya Rhin 1950 | Následný závod: Grand Prix Syrakus 1951   |
| Předchozí závod: Grand Prix Penya Rhin 1948 | Grand Prix Penya Rhin      | Následný závod: Grand Prix Španělska 1951 |